# Богданович, Татьяна Александровна
Татья́на Алекса́ндровна Богдано́вич (урождённая Криль; 1872 или 1873, Санкт-Петербург — 1942, Свердловск) — русская советская писательница, переводчица, историк. Жена А. И. Богдановича.

## Биография
Родилась в Санкт-Петербурге в дворянской семье; её отец, Александр Александрович Криль в 1863 году окончил Ларинскую гимназию и был торговым агентом железной дороги в Екатеринбурге. По разным сведениям, дата её рождения 15 августа 1872 год, либо 26 ноября 1873 года.
С детства воспитывалась у своей тёти Александры Анненской (сестры русского революционера, публициста Петра Ткачёва) и её мужа — русского общественного деятеля Николая Анненского, с которыми в 1880-х годах была в ссылке в Сибири и в Поволжье. В 1890 году окончила гимназию в Нижнем Новгороде, в 1896 году — историко-филологическое отделение Высших женских (Бестужевских) курсов в Санкт-Петербурге. В 1898 году вышла замуж за А. И. Богдановича. Выступала в столичной прессе с публицистикой, исторической беллетристикой и переводами. После смерти мужа в 1907 году осталась с 4 детьми.
Была председателем Бюро петербургских организаций Политического Красного Креста. Редактировала беллетристический отдел газеты «Современное слово» (1908—1917). В сентябре 1918 года по приглашению В. Г. Короленко переехала в Полтаву. В 1928—1932 годах возглавляла секцию детских писателей Ленинграда. Оставила воспоминания о последних годах жизни Короленко («Былое», 1922, № 19).
Автор многих книг, в том числе: «Александр I. Историко-биографический очерк» (М., 1912), «Первый революционный кружок Николаевской эпохи. Петрашевцы» (Пг., 1917), «Хождение в народ» (Пг., 1917), «Великие дни революции. 23 февр. — 12 марта 1917 г.» (Пг., 1917); «Биография Владимира Галактионовича Короленко» (Х., 1922), «Любовь людей шестидесятых годов» (Л., 1929), «Суд над колдуном: Роман» (М., 1928), «Соль Вычегодская: Роман» (Свердловск-М., 1931), «Холоп-ополченец (1606—1612)» (В 2 кн. М.-Л., 1941).
Умерла от клещевого энцефалита, находясь вместе с двумя дочерьми и их семьями в эвакуации под Свердловском 31 декабря 1942 года.

### Семья
Муж, Ангел Иванович, тяжело болел, умер после неудачной операции в возрасте 47 лет. Старшая дочь погибла в тюрьме в 1938 году в Харькове. Сын убит на войне в 1941 году.
София Аньоловна Богданович стала детской писательницей. Татьяна Аньоловна Пащенко жила в Москве.